# Браниця (Болгарія)
Бра́ниця (болг. Браница) — село в Хасковській області Болгарії. Входить до складу общини Харманли.

## Населення
За даними перепису населення 2011 року у селі проживали 137 осіб.
Національний склад населення села:
| Національність   | Кількість осіб | Відсоток |
| ---------------- | -------------- | -------- |
| болгари          | 99             | 76,7%    |
| цигани           | 29             | 22,5%    |
| турки            | 0              | 0%       |
| Всього відповіли | 129            |          |

Розподіл населення за віком у 2011 році:
Динаміка населення: